# Cueva de Siebenhengste-Hohgant
Las cuevas de Siebenhengste-Hohgant (en alemán: Siebenhengste-Hohgant-Höhle) es una cueva situada en Suiza, en el cantón de Berna, en el norte del lago de Thun, entre las localidades de Eriz y Habkern. La red de cuevas se desarrolla en la formación de piedra caliza Urgoniana (era Aptiana).
La cueva fue explorada por primera vez en 1966 por el Club Jura, una asociación de espeleología de La Chaux-de-Fonds, en el cantón de Neuchâtel, Suiza, cuando tres de sus 34 entradas fueron descubiertas.